# Hutts
Hutts is een fictief ras van criminele aliens in de populaire filmreeks Star Wars. Ze komen in 4 van de 6 films voor, Episode 1, 2, 4 en 6.
Daarbuiten komen ze ook voor in de verschillende Star Warscomputerspellen. Hun taal, het Huttese, is de lingua franca voor criminele activiteiten in het Star Warssterrenstelsel.

## Oorsprong
De Hutts komen oorspronkelijk van een bosplaneet genaamd  Varl. In oude tijden vereerden ze de twee zonnen van hun planeet als goden. Ze waren getuige van de ondergang van de zonnen, en dachten dat ze nu zelf goden waren geworden. Dit verklaart waarom Hutts erg egocentrisch zijn. 
Na Varls vernietiging migreerden de Hutts naar Evocar, dat zij omdoopten tot Nal Hutta. Nal Hutta is nu het centrum van de Huttruimte.
Vóór de oprichting van de oude republiek waren de Hutts de dominante soort in het universum. 

## Uiterlijk
Hutts zijn een evolutionaire mix. Ze worden gezien als een soort grote slakken vanwege hun manier van voortbewegen, maar in de romanversie van Return of the Jedi wordt vermeld dat Hutts geboren worden met twee benen. Hun benen vergroeien in de loop der tijd vanwege gebrek aan beweging. Hutts hebben twee armen en een grote mond. Hun huid is erg dik, wat hen in staat stelt kleine wapens zoals handblasters te weerstaan. 
Hutts zijn hermafrodiet, maar vertonen wel per individu sterke mannelijke of vrouwelijke kenmerken. Hutts planten zich aseksueel voort, en kunnen zelf kiezen wanneer ze zich voort willen planten. Jabba de Hutt is met zijn obsessie voor vrouwen een uitzondering op de regel. 
Hutts zijn tevens door hun lichaamsbouw oneetbaar voor elke levensvorm. Zelfs de Sarlacc kan een Hutt niet verteren. De levensverwachting van een Hutt is niet bekend, maar zelf beweren ze 1000 jaar te kunnen worden.
Hutts kunnen weerstand bieden aan de jedigedachtentruc.

## Gemeenschap
Nal Hutta wordt geleid door enkele clans bestaande uit de oudste Hutts. Voor Hutts is familie het belangrijkste dat er is, tenzij er een nieuw stamhoofd moet komen voor een clan: dan ruimen ze zelfs directe familieleden uit de weg om die positie te krijgen.
Als een niet-Hutt een Hutt vermoord, is die persoon voor het leven getekend. Andere Hutts zullen onheroepelijk een hoge prijs op het hoofd van de moordenaar zetten. Dit overkomt in het Star Wars Expanded Universe ook Han Solo, Leia Organa en Luke Skywalker omdat ze Jabba de Hutt hebben gedood.
Hutts onthullen hun familienamen maar zelden aan niet-Hutts.

## Bekende Hutts
De bekendste Hutt uit de filmreeks is Jabba de Hutt, die gezien wordt als de grootste crimineel in het Star Warssterrenstelsel.
In het Expanded Universe komt ook een jedi hutt voor: Beldorion de Hutt. Beldorion is in meerdere opzichten uniek. Zo is hij groter dan de gemiddelde Hutt (9 meter), en traint geregeld waardoor hij in tegenstelling tot zijn (vaak luie) soortgenoten erg snel en wendbaar is.